# Plagiomnium cinclidioides
Plagiomnium cinclidioides là một loài Rêu trong họ Mniaceae. Loài này được (Huebener) M.C. Bowers mô tả khoa học đầu tiên năm 1980.